# Jelisiejewka (obwód smoleński)
Jelisiejewka (ros. Елисеевка) – wieś (ros. деревня, trb. dieriewnia) w zachodniej Rosji, w osiedlu wiejskim Lubawiczskoje rejonu rudniańskiego w obwodzie smoleńskim.

## Geografia
Miejscowość położona jest nad rzeką Małaja Bieriezina, 17,5 km od granicy z Białorusią, 6,5 km od najbliższego przystanku kolejowego (Płoskaja), 17,5 km od drogi magistralnej M1 «Białoruś», 5 km od drogi regionalnej 66N-1614 (66N-1608 / Centnierowka – Kazimirowo – Szyłowo), 7 km od drogi federalnej R120 (Orzeł – Briańsk – Smoleńsk – granica z Białorusią), 13,5 km od centrum administracyjnego rejonu (Rudnia), 58 km od Smoleńska.
W granicach miejscowości znajdują się ulice: Lesnaja, Zapadnaja.

## Demografia
W 2010 r. miejscowość zamieszkiwało 9 osób.

## Historia
W czasie II wojny światowej od lipca 1941 roku wieś była okupowana przez hitlerowców. Wyzwolenie nastąpiło w październiku 1943 roku.
Uchwałą z dnia 20 grudnia 2018 roku w skład jednostki administracyjnej Lubawiczskoje weszły wszystkie miejscowości (w tym Jelisiejewka) zlikwidowanego osiedla wiejskiego Kazimirowskoje.